# ピッサヌロークFC
ピッサヌロークFC（タイ語: สโมสรฟุตบอลจังหวัดพิษณุโลก, 英語: Phitsanulok Football Club）は、タイ王国のピッサヌローク県をホームタウンとするサッカークラブ。

## 歴史
2007年にタイ・ディヴィジョン1リーグ（2部）に加入。2008年は最下位に終わり、リージョナルリーグ・ディヴィジョン2（3部）への自動降格が決まった。しかし、タイ・プレミアリーグ（1部）からディヴィジョン1への降格が決まったバンコク・バンクFCがリーグからの撤退を決めたため、プレミアリーグからの降格チームが1つ減ることになった。そのため、2009年のシーズン開幕前に降格が決まっていた下位4チームによる残留プレーオフが組まれたが、1回戦でナコーンサワンFCに1-2で敗れて降格が決定した。
ディヴィジョン2では北部リーグに加入。2011年に北部リーグで初優勝、2012年と2013年は準優勝した。2013年はチャンピオンシップのグループAで準優勝し、ディヴィジョン1への復帰を決めた。グループBで3位のアーントーンFCとの3位決定戦プレーオフではホームでの第1戦は1-2で敗れたが、アウエーでの第2戦は2-0で勝ち、逆転勝利した。

## タイトル

### 国内タイトル
- リージョナルリーグ・ディヴィジョン2 北部 (1) : 2011
  - 準優勝 (2) :  2012, 2013

## 過去の成績
- 2007 タイ・ディヴィジョン1リーグ グループB: 5位
- 2008 タイ・ディヴィジョン1リーグ : 16位 (降格)
- 2009 リージョナルリーグ・ディヴィジョン2 北部 : 6位
- 2010 リージョナルリーグ・ディヴィジョン2 北部 : 7位
- 2011 リージョナルリーグ・ディヴィジョン2 北部 : 優勝
  - 2011 リージョナルリーグ・ディヴィジョン2 チャンピオンシップ : グループA 4位
- 2012 リージョナルリーグ・ディヴィジョン2 北部 : 2位
  - 2012 リージョナルリーグ・ディヴィジョン2 チャンピオンシップ : グループA 3位
- 2013 リージョナルリーグ・ディヴィジョン2 北部 : 2位
  - 2013 リージョナルリーグ・ディヴィジョン2 チャンピオンシップ : グループA 2位 (昇格)